# Неманья Янкович
Неманья Янкович (серб. Nemanja Janković; народився 7 лютого 1988 у м. Белграді, Сербія) — сербський хокеїст, нападник. Виступає за «Партизан» (Белград) (Сербська хокейна ліга). 
Виступав за команди: «Бредфорд Реттлерс», Університету Фінляндія.
У складі національної збірної Сербії учасник чемпіонату світу 2010 (дивізіон I).